# Warrior of Rome II
Warrior of Rome II (рус. Воин Рима II) — видеоигра 1992 года, в жанре стратегии в реальном времени от компании Micronet. Суть этой стратегии заключается в том, чтобы захватить всю местность.
В Азии эта игра называлась «Ambition of Caesar 2».
Продолжая рассказывать историю завоеваний Юлия Цезаря (Julius Caesar), вторая часть игры начиналась с подавления восстания в Азии. В ней описаны события далёких дней, есть возможность развернуть боевые действия и отправиться покорять водные просторы Средиземного моря в поисках новых земель для развития и расширения могущественной Римской империи. Так же есть возможность преуспеть в завоеваниях на территориях древней Персии, Египта и Аравии (Persia, Egypt, Arabia).
В игре присутствуют не только военные манёвры и организации армии. Есть возможность развивать город, застраивая доступную территорию строениями, которые позволяют поднять не только боевой дух солдат, но и благоприятно сказываются на отношении простых горожан к своему предводителю.

## Особенности игры
- Три игровых режима и вариантов развития империи.
- Разнообразие карт — 15 миссий по сюжету (их может быть меньше, всё зависит от того, какую миссию выбрать, тем самым облегчив себе путь), 20 — простых карт (в них входят карты из миссий).
- Стрелочка с окнами, у которых можно изменять размер, и закрывать их при помощи квадратика слева.
- Возможность сохранения.

## Основы игрового процесса
В игре каждый солдат на поле боя символизирует целую армию. Передвигаются солдаты по карте только в четыре стороны — вверх, вниз, вправо, влево. Всё навыки каждой армии показано в иконке «Status»:
1. «Меч» — навыки сражения.
2. «Лук» — навыки удержания осады.
3. «Стопа» — навыки скорости передвижения.
4. «Лопата» — навыки строительства.
5. «Корабль» — навыки плавания по воде.
6. Синий «значок человечка» — сколько людей в армии осталось в живых (если мало, то солдат становится красным).
7. «Сердце» — уровень выносливости армии.
Солдаты могут изменяться внешне — могут появиться доспехи, или будут скакать на лошади. Это показывает их уровень опыта.
Командовать армиями можно при помощи приказов. Выбранный приказ должен мигать, таким образом это показывает, что применяется именно этот приказ. Есть возможность создания командующей армии, которая будет командовать ещё несколькими армиями. Чтобы назначить командующую армию, сначала необходимо выбрать приказ «Advance a unit», а затем выбрать ту армию, которой требуется командовать, переместить курсор на командующих и снова выбрать. Командующая армия выделена значком в форме пятиконечной звезды. Отмена приказа производится в том случае, когда командуемой армии выделен отдельный приказ.
Один командующий не может назначить другого командующего под своё руководство.
Приказы (Commands):
1. Form a unit — Сформировать подразделение, армию (в замке).
2. Advance a unit — Продвинуть подразделение, приказать атаковать, разрушать, сесть в корабль.
3. Build a Fortress — Строить замок.
4. Build a Coliseum — Строить колизей.
5. Build a Shipyard — Строить порт для постройки кораблей.
6. Demolish Building — Уничтожить здание.
7. Disband a unit — Расформировать подразделение (сделать мирными жителями).
8. Cancel — выход.
Есть возможность следить за перемещениями противника, и даже узнать, что он собирается делать — для этого есть иконка «Enemies»:
1. «Меч» — противник будет атаковать.
2. «Лопата» — противник будет строить.
3. «Стопа» — противник идёт куда-либо (не атакуя).
4. «Молот» — противник будет рушить постройки.
5. «Палатка» — противник стоит на месте, выжидает.

Если рядом виден значок замка или колизея, это означает, что противник направляется на определённую постройку.
Таким образом можно видеть и своих солдат в иконке «Fighters».
Есть ещё иконка «Buildings» (постройки). Эта иконка показывает, какие у вас постройки, и в каком они состоянии.
Иконка «Map» показывает карту в уменьшенном виде.
«Messages» — это сообщения.
А ещё есть секретная игра на двух игроков. Она называется «Перетягивание каната» — чтобы её включить, нажмите «Start» в главном меню игры. Выделите параметр «Load Data» и переместите курсор к правому её краю. Нажмите «Start» на контроллере 2 и «A» на контроллере 1. Чтобы начать, нажмите «Start» на контроллере 1. Чтобы выиграть, быстро нажимайте «C» на контроллерах.